# Simulium erythrocephalum
Simulium erythrocephalum är en tvåvingeart som först beskrevs av Charles De Geer 1776.  Simulium erythrocephalum ingår i släktet Simulium och familjen knott. Arten är reproducerande i Sverige. Inga underarter finns listade i Catalogue of Life.